# 三木拓次
三木 拓次（みき たくじ、1969年（昭和44年）6月11日 - 2002年（平成14年）7月29日）は、日本の作曲家。ロックバンド『RAZZ MA TAZZ』（ラズ マ タズ）のギタリストで、1990年代“ポストミスチル（Mr.Children）”と呼ばれる人気バンドの立役者。愛称は「ター坊」。

## 概要
大阪府出身、大阪府立清水谷高等学校卒業。同じ天王寺区内の大阪府立高津高等学校出身の阿久延博らと1989年（平成元年）『RAZZ MA TAZZ』を結成。1994年4月21日、佐久間正英のプロデュースでフォーライフ・レコードよりシングル『Private Eyes』でメジャー・デビューした。
RAZZ MA TAZZではギターと作曲を担当。内的感情を、親しみやすい優しい旋律で紡ぐメロディ・センスに定評があり、3枚目のシングル『LOVE Re-Do』（1995年4月21日発売）は、ブルボンのチョコレート菓子『ピックルEX』のCMソングや日本テレビ系バラエティ番組『発明将軍ダウンタウン』の主題歌に使用され話題となり、この年秋元康原作の漫画『あずきちゃん』がNHKでテレビアニメ化された際、主題歌『夜明け/素敵な君』を作曲した。
1996年7枚目のシングル『MERRY-GO-ROUND』を発売。オリコンチャート10位に入るヒットとなり、TBS系音楽番組『COUNT DOWN TV』オープニングテーマにも起用された。翌1997年、4枚目のアルバム『Dialogue』（ダイアログ）では、「クランベリーズに通じるアイリッシュ・フレーバー」を感じさせ、高く「全11曲は佳曲ぞろい」と評価され、数多くのテレビ番組の主題歌にも採用される人気を博したが、1999年のアルバム『Sanctuary』を最後に解散した。
RAZZ MA TAZZ解散の翌2000年（平成12年）、ボーカルに『Ayuri』を迎え、男女の音楽ユニット『Ann』として新たに活動を開始。2001年8月22日、シングル『碧い空』でメジャー・デビュー。2002年、シングル2枚目『1つだけ』を発表（5月22日発売）直後の7月29日膵臓癌で死去した（享年33）。『1つだけ』は、TBS系音楽番組『CDTV neo』エンディング・テーマとして使われており、両シングルを含む『Ann』初のアルバム『うたかた』（10月23日発売）が、三木の遺作となった。
なお、RAZZ MA TAZZは2019年（平成31年）4月末から、オリジナルメンバーの阿久によって20年ぶりに活動を再開。東京・名古屋・大阪でのライブをはじめ、ミニアルバムもリリースされる。

## ディスコグラフィー

### シングル
- 『碧い空』（Ann時代1st、2001年8月22日）
- 『1つだけ』（Ann時代2nd、2002年5月22日）
  - RAZZ MA TAZZ時代の詳細はRAZZ MA TAZZページ参照

### アルバム
- 『うたかた』（Ann時代1st、2002年10月23日）
  - RAZZ MA TAZZ時代の作曲の詳細はRAZZ MA TAZZページ参照

### 楽曲提供
- 安達祐実 『空に手をかざしたら』（1996年）
- 加藤紀子 『小さな幸せ』）1996年、JR東日本「ビューカード」CMソング、テレビ朝日系「大発見!恐怖の法則」エンディングテーマ）

## 出演

### ラジオ
- MBSヤングタウン月曜日（1997年10月 - 1998年3月、MBSラジオ）

### テレビ
- ピーターポン!（1996年、朝日放送テレビ）